# 스파르타쿠스: 갓 오브 아레나
스파르타쿠스: 갓 오브 아레나(Spartacus: Gods of the Arena)는 2010년 미국 Starz 채널에서 방송되어 인기를 끈 미국 드라마 《스파르타쿠스: 피와 모래》의 프리퀄이다. 2010년 5월 11일 Starz는 후속 드라마는 스파르타쿠스가 노예에서 검투사, 그리고 반란군을 이끄는 1편보다 앞선 이야기를 다룬 프리퀄이 될 것이라고 발표했다. 현재 6개 에피소드에 대한 시나리오 작업이 진행 중이며 올 여름 뉴질랜드에서 촬영에 들어가서 내년 1월 방송할 예정이라고 밝혔다. 발표대로 《스파르타쿠스: 갓 오브 아레나》는 《스파르타쿠스: 피와 모래》보다 앞선 시기를 다룬 프리퀄이며 모두 6부작이다. 앤디 윗필드가 연기한 스파르타쿠스는 프리퀄에 잠깐 등장하며 바티아투스(존 한나)와 루크레티아(루시 로리스) 부부를 중심으로 카푸아의 검투사 양성소 이야기가 펼쳐진다. 이들 부부 외에 오에노마우스(피터 멘사), 크릭서스(마누 베넷) 등이 출연한다. 《스파르타쿠스: 갓 오브 아레나》에서는 새로운 인물 가니쿠스(더스틴 클레어)가 중심 역할을 맡는다. 가니쿠스는 카푸아의 챔피언이 되는 검투사이다. 《스파르타쿠스: 갓 오브 아레나》는 미국 Starz 채널을 통해 2011년 1월 21일 첫 방송되었고 한국에서는 2011년 2월 26일 유료채널인 캐치온을 통해 방송되기 시작했고, OCN에서는 3월 11일 방송되었다.

## 주요 출연진
- 퀸터스 바티아투스(Quintus Lentulus Batiatus/ 존 한나): 아버지인 타이투스 바티아투스에게 검투사 양성소를 물려받은 인물. 뛰어난 검투사를 양성하여 부와 명예를 손에 넣겠다는 야망으로 가득하다. 아버지인 타이투스가 자신을 인정해주지 않은 것에 대하여 불만이 아주 많다.
- 루크레티아(Lucretia /루시 롤리스): 바이타투스의 아내. 남편인 바티아투스의 출세를 위하여 갖은 술책을 짜낸다. 오랜 친구인 가이아에 의하여 성적인 욕구에 눈뜨게 된다.
- 가니커스 : 바티아투스 검투사 양성소 최고의 검투사. 시즌2의 주인공. 평소엔 정신이 나간 사람처럼 방탕한 모습을 보이지만 검투 시합에선 어떤 상대든 자신의 발아래 무릎꿇게 만드는 천부적인 실력을 지녔다. 오에노마우스와 그의 아내인 멜리타와는 절친 사이.
- 오에노마우스(Oenomaus/ 피터 멘사): 시즌1에선 교관으로 나오던 인물. 시즌2에선 괴물 검투사 테오콜리스와의 전투에서 유일하게 살아남았지만 부상 때문에 검투시합엔 나기지 못하는 처지로 나온다. 교관이 죽은뒤로 새로운 교관자리에 임명되어 압도적인 카리스마와 전투경험을 바탕으로 검투사들을 훈련시킨다. 특히 크릭서스가 검투사로서의 실력을 쌓는데 큰 도움을 줌.
- 크릭서스(Crixus/ 마누 베넷): 골 출신. 툴리우스의 노예였다가 바티아투스에 의해 검투사의 길로 들어선다. 처음엔 다른 검투사들에게 모욕을 당하며 대접받지 못하지만 오에노마우스의 가르침을 받으며 천부적인 검투사로서의 실력을 드러낸다.
- 멜리타(Melitta/ 마리사 라미레즈): 오에노마우스의 아내. 루크레티아가 가장 신뢰하는 여자노예. 시즌2 내용 흐름에서 중요한 위치를 차지하고 있다.
- 타이투스 바티아투스 : 퀸투스 바티아투스의 아버지. 지병때문에 아들에게 양성소를 물려주고 요양을 떠났었지만, 툴리우스와 충돌하며 말썽을 일으키는 아들의 소식을 듣고 다시 복귀한다. 과거 뛰어난 검투사들을 많이 양성하여 카푸아 내에서의 인지도가 상당히 높다. 다혈질인 아들에게 쓴소리를 하며 모질게 구는 냉정한 아버지로 보이지만, 속으론 아들이 자신의 뒤를 이어 뛰어난 검투사 양성가가 되기를 진심으로 바라고 있다.
- 툴리우스(Tullius/ 스티븐 로바트): 카푸아 지역의 세력가. 카푸아 지방관의 두터운 신뢰를 받고 있어 막강한 권력을 행사한다. 베티우스와 함께 바티아투스와 자주 충돌함.
- 베티우스(Vettius/ 가레스 윌리엄스): 카푸아에 검투사 양성소를 갖고 있는 바티아투스의 라이벌. 카푸아의 세력가인 툴리우스의 지원을 받아 승승장구한다. 시즌 2 곳곳에서 바티아투스와 충돌한다.
- 가이아(Gaia/ 제이미 머레이): 로마에서 온 루크레티아의 친구. 남편의 사망이후 살곳이 없어지자 루트레티아의 제안에 의하여 동거하게 된다. 로마에서 꽤나 넓은 인맥을 가졌던 경력 때문에 여러가지로 바티아투스를 세력가들과 연결시켜 준다. 성적인 욕망이 매우 강한 여성으로 시즌1의 성욕넘치는 루크레티아를 탄생시킨 인물이다.
- 솔로니우스(Solonius/ Craig Walsh Wrightson): 바티아투스의 절친인 검투사 양성가. 베티우스와 툴리우스와 충돌하는 바티아투스를 다독이며 그를 도와준다. 참고로 시즌 1과는 다르게 이시점에선 바티아투스와 매우 친하다. 시즌2 6편에서 원수지간이된 원인이 드러난다.
- 독토르(Doctore/ 테무에라 모리슨): 바티아투스의 검투사양성소 교관. 바티아투스의 부친 시절부터 교관자리를 차지하고 있다가 오에노마우스에게 자리를 넘겨준다.